# Імператор Юряку
Імператор Ю́ряку (яп. 雄略天皇, ゆうりゃくてんのう, юряку тенно; грудень 418 — 8 вересня 479) — 21-й Імператор Японії, синтоїстське божество. Роки правління: 25 грудня 456 — 8 вересня 479. Мав прізвиська Даяку («Імператор-лиходій»), отриманий від ворогів, і Ютоку («Доброчесний імператор»), наданий імператорським почтом. Він є першим японським імператором, який можна підтвердити археологічно. Під час його панування значний вплив отримав Хегурі но Маторі.

## Життєпис
П'ятий син імператора Інґьо і Осікаси-но Оакацу-но-хіме. Замолоду звався Охацусе-но Вакатакеру. Прийшов до влади 456 року після загибелі свого брата Анко, придушивши заколот на чолі із кланом Кацурагі, який підтримав претендента на трон Майову-но Окімі. Потім власноруч вбив офіційного спадкоємця Ітінобе-но Осіха та його брата Міму (синів імператора Рітю). Сини принца Ітінобе втекли до Акасі в провінції Харіма та сховалися. У листопаді офіційно зійшов на трон.
Переніс свою резиденцію до палацу Асакура-но-Мія у місті Сакурай. Згідно хронік «Кодзікі» і «Ніхон Сьокі» правління імператора Юряку було повне тиранії та жорстокості. Він нібито наказав, щоб дівчину «розтягли на дереві і засмажили до смерті» через відмову у прихильності. В іншому випадку він убив одного зі своїх слуг під час полювання, бо той не розумів, як обробляти м'ясо тварин. У 2024 році Національний інститут японської літератури провів когнітивний аналіз відомостей про Юряку у хроніках, згідно з якими прийшли до висновку, що імператора мав періодичний вибуховий розлад. Проте можливо це поширювали місцеві аристократи, що були невдоволені централізаторською політикою Юряку, який суттєво обмежив права та можливості місцевих князів. Ці дії підтверджують археологічні дослідження, згідно з якими великі гробниці у формі замкової щілини, які належали вождям місцевих правлячих родин, зникли під час панування Юряку. Вважається, що саме з цього часу Японія перестала бути своєрідною федерацією напівнезалежних вождів на чолі з великим правителем, а перетворюється до міцну централізовану державу. Це додатково підтверджується відкриттям в 1968 році, коли було знайдено залізний меч Інаріяма з гробниці. У 1978 році його рентгенівський аналіз виявив інкрустований золотом напис, який складається щонайменше зі 115 китайських ієрогліфів. Людину, поховану в гробниці, називають «Воваке», якого ототожнюють з Вакатеру-опо-кімі (獲加多支鹵 大王), що є частиною імені імператора Юряку у часи принцем. Відповідно володіння останнього поширювалися від Кюсю до меж регіону Тохоку, тобто вже японські імператори контролював значну частину центральних районів Хонсю.
463 року через особисту образу повстав Кібі-но Каміцуміті-но Таса, намісник Мімани (японського володіння на Корейському півострь-дівоі). Останнього підтримала держава Сілла. Зрештою спроба заколотника повалити імператора зазнала невдачі, але Юряку втратив Міману на користь Сілли.
Юряку під час свого правління дуже заохочував мистецтва та ремесла. Також за його правління почалоося становлення шовководства за допомогою корейських знавців. Вірші, які йому приписують, включені до «Манйосю», а ряд його віршів зберігається в «Кодзікі» та «Ніхон Сьокі».
477 року переніс храм Тойокеохокамі (сучасний храм Гайку) з Тамби до Ямади в Ісе. Вважається, що тотжній Бу, правителю держави Ва, якого згадано в китайській хроніці «Сунши» у зв'язку з посольством до сунського імператора Шунь-ді. В нього Юряку просив права на зверхність над державою Пекче, але отримав відмову. Натомість отримав титул Велико миротворця-Військовокомандуючого Сходом. 479 року він відправив нове посольство до південноціського імператора Гао-ді, про що йдеться в  «Ілюстрованих сувоях Шобан Сьокугу».
У нього було три сини та дві дочки від наложниць. Спадкоємцем трону було оголошено старшого сина Сірака, який після смерті 479 року імператора Юряку посів трон як імператор Сейней.